# Андријаш Мрњавчевић
Андријаш Мрњавчевић (умро после 1395) је био српски великаш из западне Македоније из друге половине 14. века. Као савладар свога брата Марка, управљао је Прилепом после 1371. године.

## Детињство и младост
Андријаш је био син српског краља Вукашина Мрњавчевића и његове жене Аљене. Имао је тројицу браће, Марка, Дмитра, Иваниша, и сестру Оливеру. Краљевић Андријаш јавља се као самостални ктитор. Владао је као обласни господар у западној Македонији. Први пут га Вукашин помиње у својој повељи од 5. априла 1370. године. Као и Марко, и Андријаш је ковао свој новац. У Кичевској остави пронађено је више примерака Андријашевог новца него Марковог. Андријаш је иза себе оставио и задужбину. Западно од Скопља, на обали реке Треске, саградио је 1389. године манастир Светог Андрије. Андријаш је својој задужбини даровао прилично велико властелинство.
Андријаш је деловао самостално у односу на краља Марка. У његовим рукама била је знатна политичка моћ. Помогао је осликавање недовршеног манастира Светог Димитрија чију је изградњу започео његов отац. Повеља исписана у цркви Светог Андрије сведочи о томе да је Андријаш сам издао даровни акт, што је у начелу искључиво право врховног владара. Повеља говори о споразумној замени села у долини реке Треске са братовљевим. У народним песмама Марко наткриљује свога брата. Међутим, док је Марко био у ратним походима за свог султана, Андријаш је преузимао улогу врховног владара у земљи.

## Одлазак у Дубровник
Односи између Андријаша и Марка били су добри до 1393/4. године када је дошло до састанка Марка и турског султана Бајазита у Серу. Након овог састанка турски вазали су се поделили у односу ка политици према Османском царству. Манојло II Палеолог је отказао послушност султану. Исто су учинили и његов синовац Јован и брат Теодор. Стефан Лазаревић остао је веран султану на чијој страни учествује у Никопољском крсташком рату. Бајазит је исте године започео опсаду Цариграда која је трајала неколико година. У породици Балшића дошло је до расцепа између Ђурђа II и његовог брата Константина. Марко и Константин Драгаш учествовали су у бици на Ровинама 1395. године у којој су изгубили животе. Андријаш и Дмитар одбили су да служе султана и 1394. године напуштају очеве територије и склањају се у Дубровник.
У Дубровнику се налазио поклад краља Вукашина у износу од 295 литара сребра (око 5600 перпера). Вукашин је сребро оставио Павлу Барабићу који је умро 1374. године након чега је бригу о депозиту преузела његова удовица Првула и неколико властелина. Средином 1394. године браћа Мрњавчевић у Дубровнику траже део поклада свога оца. Зна се да су у граду били већ 27. јула. Морали су да сачекају крај парнице између Павлових наследника и Општине. Дубровчани су сматрали да је новац требало поделити на два једнака дела. Сима Ћирковић је сматрао да је о томе постојало и упутство краља Вукашина које није сачувано. У сваком случају, браћа су 10. августа подигла новац.

## Смрт
Након подизања покладе, Андријаш и Дмитар су отишли у службу угарског краља Жигмунда. О томе сведочи упутство дубровачким посланицима код Сандаља Хранића из 1423. године. Следеће године браћа су се вероватно налазила у табору угарског краља и влашког војводе Мирчета насупрот своме брату Марку. Ово је послужило као основ за касније приче о сукобу браће Мрњавчевић у народним песмама. Има мишљења да је Андријаш погинуо у бици на Ровинама јер му се након 1395. године губи сваки траг.
Прва забележена бугарштица о краљу Марку из 1555. године пише о Марковом убиству Андријаша. Несачувани превод Романа о Тристану такође говори како је Марко, због неповерења, убио свога брата. Марин Барлети, историчар Скендер-бега, преноси нетачан извештај да су Вукашин, Андријаш и Гојко, тројица браће, поделили Романију. Свакако је овде Андријаш заузео место непостојећег стрица. Вукашинови синови помињу се и на другим местима. У "Причи о боју косовском" Вукашин је имао тројицу синова: Марка, Андријаша и Константина. Дечанска хроника из друге половине 15. века пише да је Андријаш погинуо на Ровинама 1395. године.